# Lawrie Thompson
Lawrence James Thompson, più conosciuto con il diminutivo Lawrie Thompson (Menstrie, 26 agosto 1936 – 10 marzo 2006) è stato un calciatore scozzese, di ruolo attaccante.

## Carriera
Esordisce tra i professionisti nella stagione 1955-1956 con la maglia del Partick Thistle, club della prima divisione scozzese, con cui rimane in squadra per un quinquennio totalizzando complessivamente 16 presenze ed una rete in questa competizione; nella parte finale della stagione 1959-1960 si trasferisce in Inghilterra al Carlisle Utd, club della quarta divisione inglese, con cui conclude la stagione segnando un gol in 13 partite di campionato. A fine stagione fa comunque ritorno in patria, al St. Johnstone, club neopromosso nella prima divisione scozzese, dove rimane per due stagioni totalizzando complessivamente 17 presenze e 4 reti in partite di campionato. Passa quindi all'Alloa Athletic, club della seconda divisione scozzese, con cui nella stagione 1962-1963 mette a segno 6 reti in 19 partite di campionato.
Nell'estate del 1963 fa ritorno in Inghilterra, per giocare nei semiprofessionisti dell'Ashford Town; dal 1964 al 1968 gioca invece in Southern Football League (che all'epoca era una delle principali leghe calcistiche inglesi al di fuori della Football League) con il Margate. Si ritira al termine della stagione 1971-1972, dopo ulteriori quattro stagioni trascorse giocando con vari club semiprofessionistici inglesi.